# Фроггатт, Джек
Джек Фро́ггатт (англ. Jack Froggatt; 17 ноября 1922 — 17 февраля 1993) — английский футболист, выступавший на позициях левого крайнего нападающего и центрального хавбека. Выступал за клубы «Портсмут», «Лестер Сити», «Кеттеринг Таун» и за национальную сборную Англии. Также на протяжении трёх лет был играющим тренером клуба «Кеттеринг Таун».

## Клубная карьера
Родился в Шеффилде в семье мясника. Его дядя Фрэнк и кузен Редферн также были профессиональными футболистами. Во время Второй мировой войны Джек служил в Королевских ВВС (RAF) и выступал за их футбольную команду. С 1945 года начал выступать за «Портсмут», сначала как любитель, а затем как профессионал. Изначально выступал за позиции защитника, но смог убедить главного тренера «Портсмута» Джека Тинна использовать его на позиции крайнего левого нападающего, после чего выступал как в этой роли, так и в роли центрального хавбека. Отличался высокой скоростью, отличным контролем мяча и хорошей игрой в воздухе, характеризовался как «игрок-универсал». Сформировал в «Портсмуте» связку с такими игроками как Джимми Скулар и Джимми Дикинсон. Помог клубу выиграть чемпионские титулы в сезонах 1948/49 и 1949/50. В июне 1950 года отклонил щедрое предложение о переходе в колумбийский клуб «Индепендьенте Санта-Фе» из Боготы (хотя несколько других английских игроков, включая Чарли Миттена и Нила Франклина, это предложение приняли). В сентябре 1953 года Фроггатт был близок к переходу в лондонский «Арсенал», но в итоге остался в «Портсмуте» ещё на год. 1 марта 1954 года «Мидлсбро» сделал предложение о его трансфере за 15 000 фунтов, однако предложение было отвергнуто. Но уже на следующий день «Лестер Сити» предложил ту же сумму, и это предложение было принято.
За «Лестер Сити» Фроггатт провёл 148 матчей и забил 18 голов. В сентябре 1957 года перешёл в клуб Южной лиги «Кеттеринг Таун» за 6000 фунтов стерлингов (рекорд клуба). С января 1958 года стал главным тренером клуба, продолжая выступать за него как игрок, то есть фактически был играющим тренером. В сентябре 1961 года оставил тренерский пост, но продолжил играть за клуб до конца сезона 1962/63.

## Карьера в сборной
16 ноября 1949 года дебютировал за сборную Англии в матче против сборной Ирландии на стадионе «Мейн Роуд», отметившись забитым мячом. В той игре англичане разгромили ирландцев со счётом 9:2.
Всего провёл за сборную 13 матчей и забил 2 гола.

### Список матчей за сборную Англии
| №  | Дата           | Стадион                  | Соперник          | Результат | Голы Фроггатта | Турнир                     |
| -- | -------------- | ------------------------ | ----------------- | --------- | -------------- | -------------------------- |
| 1  | 16 ноября 1949 | «Мейн Роуд», Манчестер   | Ирландия          | 9:2       | 25′            | Домашний чемпионат 1949/50 |
| 2  | 20 ноября 1949 | «Уайт Харт Лейн», Лондон | Италия            | 2:0       |                | Товарищеский матч          |
| 3  | 14 апреля 1951 | «Уэмбли», Лондон         | Шотландия         | 2:3       |                | Домашний чемпионат 1950/51 |
| 4  | 28 ноября 1951 | «Уэмбли», Лондон         | Австрия           | 2:2       |                | Товарищеский матч          |
| 5  | 5 апреля 1952  | «Хэмпден Парк», Глазго   | Шотландия         | 2:1       |                | Домашний чемпионат 1951/52 |
| 6  | 18 мая 1952    | «Комунале», Флоренция    | Италия            | 1:1       |                | Товарищеский матч          |
| 7  | 25 мая 1952    | «Пратер», Вена           | Австрия           | 3:2       |                | Товарищеский матч          |
| 8  | 28 мая 1952    | «Хардтурм», Цюрих        | Швейцария         | 3:0       |                | Товарищеский матч          |
| 9  | 4 октября 1952 | «Уиндзор Парк», Белфаст  | Северная Ирландия | 2:2       |                | Домашний чемпионат 1952/53 |
| 10 | 12 ноября 1952 | «Уэмбли», Лондон         | Уэльс             | 5:2       | 44′            | Домашний чемпионат 1952/53 |
| 11 | 26 ноября 1952 | «Уэмбли», Лондон         | Бельгия           | 5:0       |                | Товарищеский матч          |
| 12 | 18 апреля 1953 | «Уэмбли», Лондон         | Шотландия         | 2:2       |                | Домашний чемпионат 1952/53 |
| 13 | 8 июня 1953    | «Янки», Нью-Йорк         | США               | 6:3       |                | Товарищеский матч          |

Итого: 13 матчей / 2 гола; 8 побед, 4 ничьи, 1 поражение

## Достижения
«Портсмут»
- Чемпион Англии (2): 1948/49, 1949/50
- Обладатель Суперкубка Англии: 1949 (разделённая победа)

«Лестер Сити»
- Победитель Второго дивизиона: 1956/57

Сборная Англии
- Победитель Домашнего чемпионата: 1949/50, 1951/52 (разделённая победа), 1952/53 (разделённая победа)

Личные достижения
- Включён в Зал славы футбольного клуба «Портсмут»

## После завершения футбольной карьеры
Впоследствии вернулся в Портсмут и управлял пабами Manor House в Кошеме (пригород Портсмута), The Milton Arms (вблизи стадиона «Фраттон Парк») и отелем в Партридж-Грин (Западный Суссекс).